# Autostrada A7 (Belgia)
Autostrada A7 (fr. Autoroute A7) – autostrada w Belgii, łącząca Brukselę z miastem Mons i granicą Francji.

## Trasy europejskie
Autostrada obecnie znajduje się w ciągu dwóch tras europejskich: E19 i częściowo z E42. Dawniej arteria na odcinku granica BE-F – Gosselies pokrywała się z przebiegiem trasy E10.